# Wang Chong
Wang Chong (en chino tradicional, 王充; en chino simplificado, 王充; pinyin, Wáng Chōng; Wade-Giles, Wang Ch'ung), nombre de cortesía Zhongren (仲任), fue un astrónomo, meteorólogo, naturalista, filósofo y escritor chino de la dinastía Han. Desarrolló una explicación racional, secular, naturalista y mecanicista del mundo y de los seres humanos y dio una explicación materialista del origen del universo. Su obra principal fue el Lunheng (論衡, "Ensayos críticos"). Este libro contenía muchas teorías relacionadas con las primeras ciencias de la astronomía y la meteorología, y Wang Chong fue incluso el primero en la historia de China en mencionar el uso de la bomba de cadena de paletas cuadradas, que se volvió común en riego y obras públicas en China a partir de entonces. Wang también describió con precisión el proceso del ciclo del agua.
A diferencia de la mayoría de los filósofos chinos de su época, Wang pasó gran parte de su vida en la pobreza no autoinfligida. Se dice que estudió de pie en los puestos de libros y tenía una memoria excelente, lo que le permitió llegar a ser muy versado en los clásicos chinos. Con el tiempo alcanzó el rango de Secretario Distrital, cargo que pronto perdió como consecuencia de su carácter combativo y antiautoritario.

## Vida
Wang nació en una familia pobre en la moderna Shangyu, Zhejiang. Hijo de Wang Song, fue admirado en su comunidad local por su piedad filial y devoción a su padre. Con la insistencia de sus padres, Wang viajó a la capital de Han del Este en Luoyang para estudiar en la Universidad Imperial. Fue allí donde Wang conoció al prestigioso historiador Ban Biao (3-54), este último quien inició el Libro de Han. También se hizo amigo de Ban Gu (32-92), el hijo de Ban Biao, quien hizo más contribuciones al Libro de Han. Como era pobre y carecía de suficiente dinero para comprar textos de estudio adecuados, Wang tuvo que recurrir a frecuentes visitas a las librerías para adquirir conocimientos. Rafe de Crespigny escribe que durante sus estudios, Wang probablemente estuvo influenciado por realistas contemporáneos del Texto Antiguo como Huan Tan. Debido a sus orígenes humildes, Wang se resintió con los funcionarios que eran admirados simplemente por su riqueza y poder y no por sus habilidades académicas.
Wang regresó a la comandancia de su hogar donde se convirtió en maestro local. Fue elevado a Oficial de Mérito, pero por su carácter crítico y pendenciero decidió renunciar a este cargo. Después de esto hubo un período de retiro aislado cuando Wang compuso ensayos sobre filosofía, su Jisu ("Sobre la moralidad común"), Jeiyi ("Censuras"), Zheng wu ("Sobre el gobierno") y Yangxing shu ("Sobre la macrobiótica"). Aproximadamente ochenta de estos ensayos se compilaron más tarde en su Lunheng ("Discursos pesados en la balanza").
A pesar de su retiro autoimpuesto, finalmente aceptó una invitación del inspector Dong Qin (fl. 80–90 d. C.) de la provincia de Yang para trabajar como Oficial de Cuartel General. Sin embargo, Wang también renunció pronto a este cargo. Xie Yiwu, un amigo de Wang Chong y un inspector y funcionario de larga data, hizo una recomendación oficial a la corte solicitando que Wang se desempeñara como académico principal bajo el emperador Zhang de Han (r. 75–88). El emperador Zhang aceptó esto y convocó a Wang Chong para que compareciera ante su corte, pero Wang alegó mala salud y se negó a viajar. Wang murió más tarde en su casa alrededor del año 100.
Aunque la filosofía racionalista de Wang y la crítica del llamado Nuevo confucianismo fueron ignoradas en gran medida durante su vida, el destacado funcionario y más tarde erudito Cai Yong (132-192) escribió sobre su admiración por las obras escritas de Wang. El político Wang Lang (m. 228) adquirió una copia del Lunheng de Wang y la llevó consigo en su viaje en 198 a la corte Han establecida en Xuchang por el primer ministro Cao Cao (155-220). Como algunos de los principios cuestionables de la filosofía del confucianismo del nuevo confucianismo cayeron en desuso y reputación, Rafe de Crespigny afirma que la filosofía racionalista de Wang Chong se volvió mucho más influyente en el pensamiento chino.

## Obra y filosofía
Wang Chong reaccionó ante el estado que había alcanzado la filosofía en China. El taoísmo se había convertido hace mucho tiempo en una forma religiosa y mágica, y el confucianismo había sido la religión del estado durante unos 150 años. Confucio y Laozi eran adorados como dioses, se veían presagios en todas partes, la creencia en fantasmas era casi universal y el feng shui había comenzado a gobernar la vida de las personas. Wang se burló de todo esto y se dedicó a dar una explicación racional y naturalista del mundo y del lugar humano en él.
En el centro de su pensamiento estaba la negación de que el Cielo tenga algún propósito para nosotros, ya sea benévolo u hostil. Decir que el Cielo nos proporciona comida y ropa es decir que actúa como nuestro granjero o sastre, un absurdo obvio. Los seres humanos son motas insignificantes en el universo y no pueden esperar efectuar cambios en él, y es una arrogancia ridícula pensar que el universo se cambiaría por nosotros.
Wang insistió en que las palabras de los sabios anteriores deben tratarse de manera crítica y que a menudo eran contradictorias o inconsistentes. Criticó a los estudiosos de su época por no aceptar esto, así como lo que llamó la aceptación popular de las obras escritas. Creía que la verdad se podía descubrir y se volvería obvia al aclarar las palabras y al comentar claramente el texto.
Un ejemplo del racionalismo de Wang es su argumento de que el trueno debe ser causado por el fuego o el calor, y no es una señal de que los cielos estén disgustados. Argumentó que la experiencia y el experimento repetibles deberían probarse antes de adoptar la creencia de que la voluntad divina estaba involucrada.

Fue igualmente mordaz sobre la creencia popular en los fantasmas. ¿Por qué sólo los seres humanos deberían tener fantasmas, preguntó, no otros animales? Todos somos seres vivos, animados por el mismo principio vital. Además, ha muerto tanta gente que sus fantasmas superarían con creces a los vivos; el mundo sería inundado por ellos. Sin embargo, nunca niega explícitamente la existencia de fantasmas (gui 鬼) o espíritus (shen 神), simplemente los separa de la noción de que son las almas de los muertos. Parece creer que los fenómenos existen, pero sean lo que sean, no tienen relación con el difunto.
La gente dice que los espíritus son las almas de los muertos. Siendo ese el caso, los espíritus siempre deben aparecer desnudos, porque seguramente no se afirma que las ropas tienen almas tan bien como los hombres. (Lunheng)
Wang era igual de racional e intransigente sobre el conocimiento. Las creencias requieren evidencia, así como las acciones requieren resultados. Cualquiera puede parlotear tonterías, y siempre podrá encontrar gente que se lo crea, especialmente si puede disfrazarlo de superstición. Se necesita un razonamiento cuidadoso y experiencia del mundo.
El lingüista y sinólogo sueco Bernhard Karlgren llamó a su estilo sencillo y sin pretensiones literarias; en general, los escritores occidentales modernos han señalado que Wang fue uno de los pensadores más originales de su tiempo, incluso iconoclasta en sus opiniones. Señalan que ganó popularidad a principios del siglo XX porque sus ideas corresponden a las que luego se desarrollaron en Europa. Su escritura es elogiada por ser clara y bien ordenada. Pero, debido a que no existía un método científico funcional o un discurso científico más amplio en su época, sus formulaciones pueden parecer ajenas al ojo moderno; para algunos lectores, incluso tan peculiares como las supersticiones que estaba rechazando. Pero a pesar de esta barrera a su trabajo, ganó algo de fama, aunque sobre todo después de su muerte. Tuvo un efecto en lo que Karlgren llamó el 'neo-taoísmo': una filosofía taoísta reformada con una metafísica naturalista más racional, sin mucha superstición y misticismo en los que había caído el taoísmo.

## Pensamiento científico temprano

### Meteorología
Con su razonamiento agudo y su enfoque objetivo, Wang Chong escribió muchas cosas que serían elogiadas por los sinólogos y científicos modernos posteriores por su mentalidad moderna. Por ejemplo, al igual que la Meteorología del siglo IV a. C. del erudito griego Aristóteles retrató el ciclo del agua, Wang Chong escribió el siguiente pasaje sobre las nubes y la lluvia:

Los confucianos también sostienen que la expresión que la lluvia cae del cielo significa que en realidad cae del cielo (donde están las estrellas). Sin embargo, la consideración del tema nos muestra que la lluvia viene de arriba de la tierra, pero no del cielo.

Seeing the rain gather from above, people say that it comes from the heavens — admittedly it comes from above the earth. How can we demonstrate that the rain originates in the earth and rises from the mountains? Gongyang Gao's [i.e. Gongyang Zhuan] commentary on the Spring and Autumn Annals says; "It evaporates upwards through stones one or two inches thick, and gathers. In one day's time it can spread over the whole empire, but this is only so if it comes from Thai Shan." What he means is that from Mount Tai rain clouds can spread all over the empire, but from small mountains only over a single province — the distance depends on the height. As to this coming of rain from the mountains, some hold that the clouds carry the rain with them, dispersing as it is precipitated (and they are right). Clouds and rain are really the same thing. Water evaporating upwards becomes clouds, which condense into rain, or still further into dew. When the garments (of those travelling on high mountain passes) are moistened, it is not the effect of the clouds and mists they pass through, but of the suspended rain water.

Some persons cite the Shujing, which says, "When the moon follows the stars, there will be wind and rain," or the Shijing, which says, "The approach of the moon to Pi hsiu [the Hyades] will bring heavy rain showers." They believe that according to these two passages of the classics, heaven itself causes the rain. What are we to say to this?

When the rain comes from the mountains, the moon passes the (other) stars and approaches Pi hsiu. When it approaches Pi hsiu there must be rain. As long as it does not rain, the moon has not approached, and the mountains have no clouds. Heaven and earth, above and below, act in mutual resonance. When the moon approaches above, the mountains steam below, and the embodied qi meet and unite. This is (part of the) spontaneous Tao of Nature. Clouds and fog show that rain is coming. In summer it turns to dew, in winter to frost. Warm, it is rain, cold, it is snow. Rain, dew, and frost, all proceed from the earth, and do not descend from the heavens.

La referencia de Wang a la de Gongyan Gao (es decir, El comentario de Gongyan Zhuan) tal vez demuestre que el trabajo de Gongyan, compilado en el siglo II a. C., exploró el tema del ciclo hidrológico mucho antes de que Wang escribiera sobre el proceso. El bioquímico, historiador y sinólogo británico Joseph Needham afirma que: "En cuanto a las conexiones estacionales lunares y estelares, el pensamiento de Wang Chong (alrededor del 83 d. C.) es que, de una forma u otra, el comportamiento cíclico del qi en la tierra, donde el agua se destila en las nubes de las montañas, se correlaciona con el comportamiento del qi en los cielos, lo que hace que la luna se acerque a las Hyades en ciertos momentos". Por lo tanto, Wang Chong estaba uniendo el pensamiento chino clásico con formas radicalmente modernas de pensamiento científico en su época.

### Astronomía
Al igual que el erudito contemporáneo de la dinastía Han, Zhang Heng (78-139) y los eruditos chinos antes que él, Wang discutió las teorías sobre la causa de los eclipses, con el eclipse solar y el eclipse lunar. Sin embargo, la teoría de Wang Chong iba en contra de la teoría correcta de la 'influencia radiante' apoyada por Zhang Heng (que la luz de la luna redondeada era simplemente un reflejo de la luz que emanaba del sol redondeado). Escribiendo poco más de un siglo antes de Zhang Heng, el matemático y teórico de la música Jing Fang (78-37 a. C.) escribió en el siglo I a. C.:

La luna y los planetas son Yin; tienen forma pero no luz. Esto lo reciben sólo cuando el sol los ilumina. Los antiguos maestros consideraban que el sol era redondo como una bala de ballesta, y pensaban que la luna tenía la naturaleza de un espejo. Algunos de ellos también reconocieron la luna como una bola. Aquellas partes de la luna que el sol ilumina se ven brillantes, aquellas partes que no, permanecen oscuras.

Zhang Heng escribió en su Ling Xian (Leyes místicas) del año 120 d. C.:

El sol es como el fuego y la luna como el agua. El fuego da luz y el agua la refleja. Así, el brillo de la luna se produce a partir del resplandor del sol, y la oscuridad de la luna se debe a que (la luz de) el sol está obstruida. El lado que mira hacia el sol está totalmente iluminado y el lado que está lejos está oscuro. Los planetas (así como la luna) tienen la naturaleza del agua y reflejan la luz. La luz que sale del sol no siempre llega a la luna debido a la obstrucción de la tierra misma; esto se llama 'anxu', un eclipse lunar. Cuando (un efecto similar) sucede con un planeta (lo llamamos) una ocultación (xingwei); cuando la luna cruza (el camino del sol) entonces hay un eclipse solar (shi).

Yendo contra la corriente de la teoría aceptada, y pensando más en la línea del filósofo romano Lucrecio del siglo I a. C., Wang Chong escribió:

Según los estudiosos, los eclipses solares son provocados por la luna. Se ha observado que ocurren en épocas de luna nueva (lit. en los últimos días y primeros días de los meses), cuando la luna está en conjunción con el sol, y por lo tanto la luna puede eclipsarlo. En el período de primaveras y otoños hubo muchos eclipses, y el Chun Qiu dice que en tal o cual mes en luna nueva hubo un eclipse de sol, pero estas afirmaciones no implican que el Luna lo hizo. ¿Por qué (los cronistas) no deberían haber hecho mención de la luna si sabían que ella era realmente la responsable?

Ahora bien, en un evento tan anormal, el Yang tendría que ser débil y el Yin fuerte, pero (esto no está de acuerdo con) lo que sucede en la tierra, donde el más fuerte somete al más débil. La situación es que al final de los meses la luz de la luna es muy débil, y al principio casi extinguida; ¿Cómo entonces podría conquistar el sol? Si dices que los eclipses de sol se deben a que la luna lo consume, entonces ¿qué es lo que consume (en un eclipse lunar) a la luna? Nada, la luna se apaga sola. Aplicando el mismo principio al sol, el sol también se desvanece por sí mismo.

En términos generales, cada 41 o 42 meses hay un eclipse solar y cada 180 días hay un eclipse lunar. La razón por la cual los eclipses tienen tiempos definidos no es (como dicen los eruditos) que haya eventos anormales (recurrentes) debido a los períodos (del ciclo de la luna), sino porque es la naturaleza del qi (del sol) cambio (en esos momentos). ¿Por qué debería decirse que la luna tiene algo que ver con los tiempos de (cambio de) el qi del sol en el primer y último día de los meses? El sol normalmente debería estar lleno; si hay un encogimiento es un evento anormal (y los eruditos dicen que) debe haber algo consumiendo (el sol). Pero en casos como deslizamientos de tierra y terremotos, ¿qué significa entonces el consumo?

Otros estudiosos dicen que cuando el sol se eclipsa, la luna lo cubre. El sol está más lejos (encendido arriba) pero la luna está más cerca (encendido debajo), entonces la luna no podría cubrir al sol. Pero como ocurre lo contrario, el sol se obstruye, su luz queda tapada por la de la luna, y por lo tanto se produce un eclipse solar. Así como, en tiempo sombrío, no se puede ver ni el sol ni la luna. Cuando los bordes hacen contacto, los dos se consumen entre sí; cuando los dos son concéntricos, se enfrentan exactamente cubiertos y el sol está casi extinguido. Que el sol y la luna estén en conjunción en los momentos de luna nueva es simplemente uno de los reguladores de los cielos.

Pero que la luna cubra la luz del sol en los eclipses solares, no, eso no es cierto. ¿Cómo se puede verificar esto? Cuando el sol y la luna están en conjunción y la luz del primero es 'cubierta' por la segunda, los bordes de los dos deben encontrarse al principio, y cuando la luz reaparece deben haber cambiado de lugar. Supongamos que el sol está en el este y la luna está en el oeste. La luna retrocede (lit. se mueve) rápidamente hacia el este y se encuentra con el sol, 'cubriendo' su borde. Pronto, la luna que avanza hacia el este pasa al sol. Cuando el borde occidental (del sol), que ha sido 'cubierto' primero, brilla de nuevo con su luz, el borde oriental, que no estaba 'cubierto' antes, debe (ahora) estar 'cubierto'. Pero, de hecho, vemos que durante un eclipse de sol, la luz del borde occidental se extingue, pero cuando (la luz) regresa, el borde occidental es brillante (pero el borde este también es brillante). La luna continúa y cubre la parte oriental (interior) así como la parte occidental (interior). A esto se le llama 'entrega exacta' y 'encubrimiento y oscurecimiento mutuos'. ¿Cómo se pueden explicar estos hechos (por los astrónomos que creen que la luna cubre la luz del sol en el eclipse solar).

Una vez más, los eruditos afirman que los cuerpos del sol y la luna son bastante esféricos. Cuando uno los mira, su forma parece la de un cucharón o una canasta redonda, perfectamente circular. No son el qi de una luz vista desde lejos, pues el qi no puede ser redondo. Pero (mi opinión es) que de hecho el sol y la luna no son esféricos; sólo lo parecen por la distancia. ¿Cómo se puede verificar esto? El sol es la esencia del fuego, la luna la esencia del agua. En la tierra, el fuego y el agua nunca asumen formas esféricas, entonces, ¿por qué deberían volverse esféricas solo en los cielos? El sol y la luna son como los cinco planetas, y estos a su vez como las demás estrellas. Ahora bien, las otras estrellas no son realmente redondas, sino que sólo lo parecen cuando brillan, porque están muy lejos. Cómo sabemos esto? En el período de primaveras y otoños, las estrellas cayeron (sobre la tierra) en la capital del Estado Song. Cuando la gente se acercó a examinarlos, resultó que eran piedras, pero no redondas. Como estas estrellas (fugaces) no eran redondas, podemos estar seguros de que el sol, la luna y los planetas tampoco son esféricos.

Aunque Wang Chong estaba seguro de sus ideas sobre los eclipses (sin el conocimiento de cómo la gravedad forma cuerpos esféricos naturalmente grandes en el espacio), sus ideas sobre esto no serían aceptadas más tarde en China. Aunque hubo algunas figuras como Liu Chi, escribiendo en su Lun Tian (Discurso sobre los cielos) de 274 d. C. que apoyaba la teoría de Wang al argumentar que el Yin (luna) inferior nunca podría obstruir al Yang (sol) superior, Liu era todavía fuera de la tradición confuciana aceptada por la corriente principal. El polimático científico Shen Kuo (1031-1095) de la dinastía Song (960-1279) apoyó la antigua teoría de un sol y una luna esféricos utilizando su propio razonamiento sobre los eclipses, que explicó que se debían a que la luna y el sol obstruían unos y otros. El filósofo chino de la dinastía Song, Zhu Xi (1130-1200), también apoyó esta teoría en sus escritos. Aunque Wang Chong tenía razón sobre el ciclo del agua y otros aspectos de la ciencia primitiva, su severa oposición al pensamiento confuciano dominante en ese momento lo convirtió en un escéptico de todas sus teorías, incluidos los eclipses (el modelo aceptado por Confucio es correcto).